# Tommaso da Capua
Tommaso da Capua (ur. 1185, zm. 18 sierpnia 1239) – włoski duchowny katolicki, pochodzący z Kapui. Za pontyfikatu Innocentego III był subdiakonem i notariuszem w Rzymie. Po śmierci arcybiskupa Anselmo w czerwcu 1214 kapituła katedralna w Neapolu wybrała go na nowego metropolitę, jednak Innocenty III nie potwierdził jego nominacji i chcąc zatrzymać go w kurii mianował go najpierw wicekanclerzem Kościoła (1215), a krótko potem kardynałem-diakonem S. Maria in Via Lata (5 marca 1216) i kardynałem prezbiterem S. Sabina (9 kwietnia 1216). Uczestniczył w papieskiej elekcji 1216 i 1227 oraz sygnował bulle papieskie między 12 sierpnia 1216 a 23 czerwca 1239. Wielki penitencjariusz od 1219. Protoprezbiter Świętego Kolegium za pontyfikatu Grzegorza IX. Był bliskim współpracownikiem tego papieża, w jego imieniu wspólnie z kardynałem Jean d’Abbeville negocjował pokój z cesarzem Fryderykiem II w San Germano w 1230. Dwa lata później służył jako legat w Anagni, a w 1237 w Lombardii. Był autorem Summa dictaminis, jednego z ważniejszych dzieł o średniowiecznej dyplomacji.